# Équipex
L'abréviation Équipex, pour « équipement d'excellence », désigne en France des projets financés par le grand emprunt et destinés à développer et améliorer des infrastructures scientifiques et des grands équipements des laboratoires de recherche scientifique français. Les projets retenus ont obtenu un financement décennal permettant l'investissement dans les équipements et le financement de la réalisation des projets associés.

## Projets
Le nom des 52 équipes lauréates de la première vague a été rendu public par Valérie Pécresse le 20 janvier 2011. 
Figurent notamment et par exemple :
- ASTER-CEREGE, un projet de géochimie coordonné par Edouard Bard avec l'Université Aix-Marseille III ;
- IPGG, qui porte sur la microfluidique, coordonné par Patrick Tabeling avec l'ESPCI ParisTech et la Fondation Pierre-Gilles de Gennes pour la recherche ;
- Le Nouvel AGLAE, portant sur les faisceaux d'ions au service de la recherche culturelle, coordonné par Philippe Walter et le CNRS
- Sense-city, un projet de test de nanocapteurs urbains, coordonné par Henri Van Damme, avec le LCPC (Laboratoire central des ponts et chaussées, devenu ensuite l’Ifsttar, puis l’Université Gustave-Eiffel) ;
- Ultrabrain, un projet portant sur la thérapie cérébrale  par ultrasons, coordonné par Mickaël Tanter et l'Institut Langevin [2].

Ce modèle de financement de la recherche est décrié par l'intersyndicale recherche-enseignement supérieur française.